# Victoria Tower Gardens

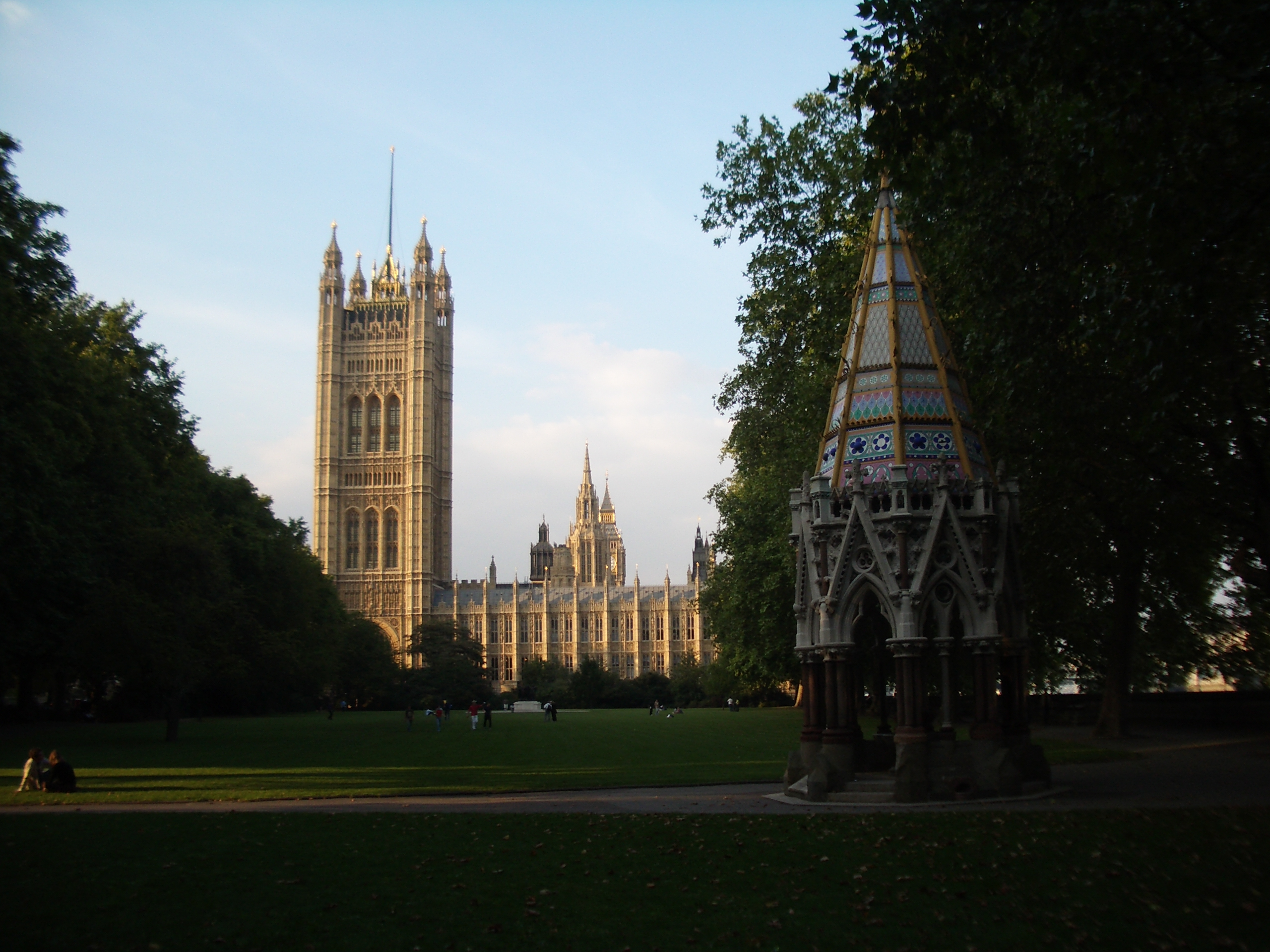
Victoria Tower Gardens

Victoria Tower Gardens is een park in de Britse hoofdstad Londen.
Het park ligt op de noordelijke oever van de Theems en is genoemd naar de aangrenzende Victoria Tower, op de zuidwestelijke hoek van het Palace of Westminster. Het park strekt zich vanaf de Parlementsgebouwen in zuidelijke richting uit tot aan Lambeth Bridge en maakt deel uit van de Thames Embankment.
Het park werd door Joseph Bazalgette aangelegd in de jaren 1870 als onderdeel van een groot rioleringsproject in Londen. 
In het park bevinden zich enkele kunstwerken, waaronder
- een reproductie van het standbeeld De Burgers van Calais van Auguste Rodin, door de Britse regering aangekocht in 1911 en in 1915 in het park geplaatst
- een standbeeld van A.G. Walker uit 1930 van de voorvechtster van vrouwenrechten Emmeline Pankhurst.